# Freddie Mac
Federal Home Loan Mortgage Corporation (Tập đoàn Thế chấp cho vay mua nhà Liên bang), viết tắt là FHLMC, còn được gọi là Freddie Mac là một tổ chức tài chính tư nhân của Hoa Kỳ được thành lập nhằm mục đích tạo thuận lợi cho việc vay và cho vay để mua nhà ở tại nước này. Hoạt động của Freddie Mac cũng giống như của Fannie Mae. Việc thành lập Freddie Mac là để hoạt động này có hơn 1 công ty tham gia, qua đó tăng tính cạnh tranh để các công ty hoạt động hiệu quả hơn.
Freddie Mac thành lập vào năm 1970. Nó niêm yết cổ phiếu của mình tại Sở Giao dịch Chứng khoán New York và nhận mã số là FRE Lưu trữ ngày 9 tháng 1 năm 2009 tại Wayback Machine.